# لوئیجی آگنسی
لوئیجی آگنسی (انگلیسی: Luigi Agnesi; ۱۷ ژوئیهٔ ۱۸۳۳ – ۲ فوریهٔ ۱۸۷۵) رهبر (موسیقی)، خواننده، خواننده اپرا، و آهنگساز اهل بلژیک بود.